# OM Loc
L'OM Loc est un petit camion fabriqué entre 1940 et 1950 par le constructeur italien OM de Brescia.

## Histoire
Lancé en 1940, l'OM Loc est un petit camion polyvalent et fiable qui a été très apprécié en Italie et surtout utilisé par les sapeurs pompiers qui, avec un équipement réalisé par la société Bergomi de Milan, a équipé quasiment toutes les casernes du pays. Disposant d'une cuve avec une pompe pouvant débiter 1.000 litres à la minute à la pression de 8 bars, ce fut une véritable révolution technologique.

L'OM Loc a été fabriqué en différentes déclinaisons : châssis pour autobus, camion plateau bâché et châssis cabine pour équipements pompiers.
Le Leoncino qui le remplacera à partir de 1950, sera le premier de la longue lignée de camions OM, baptisés série zoologique en raison des noms d'animaux qui la composent.

## La technique
L'OM Loc dispose d'une cabine à capot très longue et très ronde, à la mode de l'époque. Le levier de vitesses était situé au plancher et le volant à 4 branches en croix était placé à droite, comme l'imposait le code de la route italien jusqu'en 1974. Le tableau de bord disposait de cadrans ronds rétroéclairés encastrés dans la tôle transversale de la cabine.
Le pare-brise plat est en deux parties et chacune est entrouvrable par le bas. Les portes ouvrent contre le vent, comme cela était obligatoire à l'époque.
Le véhicule est équipé d'un moteur quatre cylindres essence OM de 1 770 cm3 développant 40 Ch à 3 800 tr/min.
Le constructeur a réalisé également une version spéciale pour autobus qui connaîtra un bon succès. La fabrication a pris fin en 1950.